# Adolf Hasenstab
Adolf Hasenstab (* 26. Januar 1927; † 23. Februar 2013) war ein deutscher Fußballspieler.
Hasenstab schloss sich 1951 dem TSV 1860 München an. Bis 1957 bestritt er für den Klub 108 Ligapartien in der seinerzeit erstklassigen Oberliga (44 Spiele) und der II. Division (64 Spiele). 1955 und 1957 wurde der Abwehrspieler mit den „Löwen“ jeweils Zweitligameister und stieg mit der Mannschaft wieder in die Oberliga auf. Dabei kam er nach einem Unfall in der Saison 1956/57 jedoch nur noch zu neun Einsätzen und beendete anschließend seine aktive Laufbahn.
Im Jahre 1967 wurde Hasenstab Mitglied der Fußball-Abteilung des TSV 1860 München und gehörte dem Verein bis zu seinem Tod durch einen Schlaganfall im Alter von 86 Jahren an. Sein Enkel Michael Hasenstab war zwischen 2008 und 2010 Vizepräsident des TSV 1860 München.